# Блиндаж
Блиндаж се нарича съоръжение от бетон изградено в земята за прикритие на войници, бойна техника, боеприпаси.